# Cacia hieroglyphica
Cacia hieroglyphica là một loài bọ cánh cứng trong họ Cerambycidae.